# Geoncheon-eup
Geoncheon-eup (hangul: 건천읍, hanja: 乾川邑) är en köping i den östra delen av Sydkorea, 270 km sydost om huvudstaden Seoul. 
Den ligger i kommunen Gyeongju i provinsen Norra Gyeongsang. Den centrala delen av Geoncheon-eup, Geoncheon-ri, ligger cirka 10 km väster om staden Gyeongjus centrum.